# Vadim Kapranov
Vadim Pávlovich Kapranov, en ruso: Вадим Павлович Капранов (Moscú, 26 de febrero de 1940 - Moscú, 4 de junio de 2021)  fue un jugador y entrenador ruso de baloncesto.

## Carrera deportiva
Consiguió una medalla en competiciones internacionales con la selección de la Unión Soviética y cuatro como seleccionador de la selección femenina de Rusia.
Falleció a los 81 años, el 4 de junio de 2021 en Moscú, debido a la pandemia de COVID-19.

## Palmarés
- Copa de Europa: 2

CSKA Moscú:   1969, 1971.